# Bonifatius van Savoye
Bonifatius van Savoye (Chambéry, 1 december 1244 – Turijn, juni 1263) was van 1253 tot 1263 graaf van Savoye. Hij behoorde tot het huis Savoye.

## Levensloop
Bonifatius was de zoon van graaf Amadeus IV van Savoye en diens echtgenote Cecilia van Baux. In 1253 volgde hij op achtjarige leeftijd zijn vader op als graaf van Savoye. Omdat hij nog te jong was, werd hij onder het regentschap van zijn moeder en van zijn oom Thomas II van Piëmont geplaatst. De broers van Thomas, Peter en Filips, betwistten echter zijn regentschap en uiteindelijk kregen ze als compensatie grote stukken land binnen het graafschap.
In 1259 stierf Thomas, waarna Bonifatius' moeder Cecilia als enige regentes overbleef. Hiervan maakten zijn ooms Peter en Filips gebruik om gebieden en invloed te verwerven in de nabijheid van het graafschap Savoye.
Bonifatius voerde militaire campagnes in Vlaanderen en Piëmont, maar deze mislukten. Bij de campagne in Piëmont raakte Bonifatius tijdens een veldslag nabij Turijn gewond en werd hij gevangengenomen. Korte tijd later bezweek hij aan zijn verwondingen. Bonifatius, die wegens zijn jonge leeftijd ongehuwd en kinderloos was gebleven, werd opgevolgd door zijn oom Peter II.

## Voorouders
| Voorouders van Amadeus IV van Savoye (1197-1253) | Voorouders van Amadeus IV van Savoye (1197-1253)                 | Voorouders van Amadeus IV van Savoye (1197-1253)                 | Voorouders van Amadeus IV van Savoye (1197-1253)                 | Voorouders van Amadeus IV van Savoye (1197-1253)                 | Voorouders van Amadeus IV van Savoye (1197-1253)                 | Voorouders van Amadeus IV van Savoye (1197-1253)                 | Voorouders van Amadeus IV van Savoye (1197-1253)                                       | Voorouders van Amadeus IV van Savoye (1197-1253)                                       |
| ------------------------------------------------ | ---------------------------------------------------------------- | ---------------------------------------------------------------- | ---------------------------------------------------------------- | ---------------------------------------------------------------- | ---------------------------------------------------------------- | ---------------------------------------------------------------- | -------------------------------------------------------------------------------------- | -------------------------------------------------------------------------------------- |
| Overgrootouders                                  | Humbert III van Savoye (1136-1189) ∞ Beatrix van Mâcon (-)       | Humbert III van Savoye (1136-1189) ∞ Beatrix van Mâcon (-)       | Willem I van Genève (1132-1195) ∞ Agnes van Savoye (1125–1172)   | Willem I van Genève (1132-1195) ∞ Agnes van Savoye (1125–1172)   | Hugo III van Baux (1098-1178) ∞ Barrale (–)                      | Hugo III van Baux (1098-1178) ∞ Barrale (–)                      | Pierre Bermund IV van Anduze (?-1215) (1094-1148) ∞ Constance van Toulouse (1178-1260) | Pierre Bermund IV van Anduze (?-1215) (1094-1148) ∞ Constance van Toulouse (1178-1260) |
| Grootouders                                      | Thomas I van Savoye (1180-1233) ∞ Beatrix van Genève (-1252)     | Thomas I van Savoye (1180-1233) ∞ Beatrix van Genève (-1252)     | Thomas I van Savoye (1180-1233) ∞ Beatrix van Genève (-1252)     | Thomas I van Savoye (1180-1233) ∞ Beatrix van Genève (-1252)     | Barral I van Baux (1217-1270) ∞ Sibylla d'Anduze (–1279)         | Barral I van Baux (1217-1270) ∞ Sibylla d'Anduze (–1279)         | Barral I van Baux (1217-1270) ∞ Sibylla d'Anduze (–1279)                               | Barral I van Baux (1217-1270) ∞ Sibylla d'Anduze (–1279)                               |
| Ouders                                           | Amadeus IV van Savoye (1197-1253) ∞ Cecilia van Baux (1230-1275) | Amadeus IV van Savoye (1197-1253) ∞ Cecilia van Baux (1230-1275) | Amadeus IV van Savoye (1197-1253) ∞ Cecilia van Baux (1230-1275) | Amadeus IV van Savoye (1197-1253) ∞ Cecilia van Baux (1230-1275) | Amadeus IV van Savoye (1197-1253) ∞ Cecilia van Baux (1230-1275) | Amadeus IV van Savoye (1197-1253) ∞ Cecilia van Baux (1230-1275) | Amadeus IV van Savoye (1197-1253) ∞ Cecilia van Baux (1230-1275)                       | Amadeus IV van Savoye (1197-1253) ∞ Cecilia van Baux (1230-1275)                       |